# Мілошовиці (Свентокшиське воєводство)
Мілошовиці (пол. Miłoszowice) — село в Польщі, у гміні Боґорія Сташовського повіту Свентокшиського воєводства.
Населення — 218 осіб (2011).
У 1975-1998 роках село належало до Тарнобжезького воєводства.

## Демографія
Демографічна структура на день 31 березня 2011 року:
|          | Загалом | Допрацездатний вік | Працездатний вік | Постпрацездатний вік |
| -------- | ------- | ------------------ | ---------------- | -------------------- |
| Чоловіки | 113     | 29                 | 73               | 11                   |
| Жінки    | 105     | 18                 | 52               | 35                   |
| Разом    | 218     | 47                 | 125              | 46                   |